# 42929 Francini
42929 Francini è un asteroide della fascia principale. Scoperto nel 1999, presenta un'orbita caratterizzata da un semiasse maggiore pari a 2,3904740 UA e da un'eccentricità di 0,2126218, inclinata di 1,89078° rispetto all'eclittica.